# Chong’an
Chong’an (chinesisch 崇安区, Pinyin Chóng’ān Qū) war ein Stadtbezirk, der zum Verwaltungsgebiet der bezirksfreien Stadt Wuxi in der chinesischen Provinz Jiangsu gehörte. Er hatte eine Fläche von 17,2 km². Bei der Volkszählung 2000 wurde eine ansässige Bevölkerung von 176.580 Personen in 56.214 Haushalten ermittelt, davon 93.835 Männer und 82.745 Frauen. Er war Zentrum und Sitz der Stadtregierung von Wuxi.

## Administrative Gliederung
Auf Gemeindeebene setzte sich der Stadtbezirk im Jahre 2000 aus acht Straßenvierteln zusammen. Dies waren Chong’an Si (崇安寺街道),  Renmin Lu (人民路街道), Xueqian Jie (学前街街道), Gongyun Lu (工运路街道), Zhoushanbang (周山浜街道), Guangrui Lu (广瑞路街道), Shangmadun (上马墩街道) und Jianghai (江海街道).
Am 20. Februar 2016 wurde der Stadtbezirk Chong’an zusammen mit Nanchang und Beitang aufgelöst und ging im neuen Stadtbezirk Liangxi auf.